# Traminda vividaria
Traminda vividaria är en fjärilsart som beskrevs av Walker 1861. Traminda vividaria ingår i släktet Traminda och familjen mätare. Inga underarter finns listade i Catalogue of Life.